# رسم بياني مناخي
الرسم البياني المناخي أو الكليموغراف، (بالإنجليزية: Climograph)‏، هو عبارة عن رسم بياني واحد، نعرض من خلاله المعطيات عن الحرارة، وعن الرواسب في أن واحد. وينتج لدينا رسم بياني مناخي (كليمو-مناخ، غراف – رسم أو خط) لذا «فالكليموغراف» يعرض صورة مناخية لمنطقة معينة، ويعطي معلومات عن الحرارة والرواسب في نفس الوقت.
يتميز كل موقع على سطح الأرض بطقس معين، وتتنوع أشكال المناخ المختلفة وفقًا للموقع الجغرافي، والظروف البيئيّة المتنوعة. فنجد بعض الأماكن جافة، وبعضها رطبة، وبعضها حار، وبعضها بارد.
يشير مفهوم الطقس إلى درجة الحرارة، وهطول الأمطار والثلوج، واتجاه الرياح، وسرعتها. يجمع العلماء الذين يدرسون الطقس المعلومات من أماكن مختلفة على الأرض ويخرجون بمتوسطات، أو أنواع نموذجية من الطقس، لمكان معين. يسمى هذا المتوسط، أو الطقس النموذجي الذي يحدث على مدار عام واحد،  بـ«المناخ».
يعرض الرسم البياني المناخي، أو مخطط المناخ بيانات لمتغيرين يمكن عن طريقهما وصف موقع ما بصورة سهلة، وسريعة، وهما:
(1) متوسط درجة الحرارة الشهرية
(2) متوسط هطول الأمطار الشهري.

## كيفية قراءة مخططات الرسم البياني المناخي

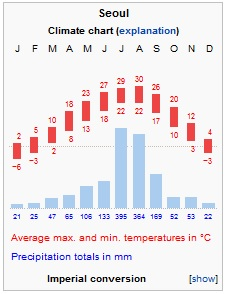
رسم بياني مناخي يشير إلى مناخ مدينة سيول بكوريا الجنوبية المصدر: إدارة الأرصاد الجوية الكورية.

يبين الشكل على اليسار رسمًا بيانيًا مناخيًا يصف الخصائص المناخية لمدينة سيول بكوريا الجنوبية على مدار العام.
- تمثل الحروف على المستوى الأفقي شهور السنة من اليسار إلى اليمين (يناير J =/ فبراير F =/ مارس M = /...... وهكذا)
- يمثل الرسم البياني الشريطي بالأسفل (باللون الأزرق) متوسط هطول الأمطار لكل شهر من العام بالملليمترات.
- يمثل الرسم البيانيّ بالأعلى (باللون الأحمر) متوسط درجات الحرارة العظمى (القيمة العليا)، والصغرى (القيمة السفلى) لكل شهر خلال العام بالدرجات السليزية.

فنلاحظ من الرسم ما يلي:
- في ذلك الموقع تكون أعلى معدلات هطول الأمطار في شهر يوليو حيث يبلغ متوسط هطول الأمطار (395 ملليمتر)، ويكون متوسط هطول الأمطار هو الأقل في شهر يناير حيث يبلغ (21 ملليمتر)
- شهر أغسطس هو الأكثر حرارة في هذا الموقع خلال العام حيث متوسط درجة الحرارة العظمى (30 درجة مئوية)، والصغرى (22 درجة مئوية)، بينما شهر يناير هو الأكثر برودة على مدار العام حيث يبلغ متوسط درجة الحرارة العظمى (2 درجة مئوية)، والصغرى (-6 تحت الصفر المئوي)

## الاستخدامات
لا تصف الأنماط الموجودة في مخطط المناخ مناخ الموقع فحسب، بل توفر أيضًا بعض الدلائل على الموقع النسبي لذلك المناخ. على سبيل المثال؛ مخطط المناخ الذي يبين نطاقًا ضيقًا من التغير في درجات الحرارة على مدار العام قد يشير إلى أن الموقع قريب من خط الاستواء، أو قد يكون مجاورًا لمسطحٍّ مائيّ كبير يمارس تأثيرًا معتدلاً على درجات الحرارة. بينما قد يشير النطاق المتّسع من التغيرات في درجات الحرارة السنوية إلى عكس ذلك.
يمكننا أيضًا استنباط معلومات حول الظروف البيئية للموقع من خلال الرسم البياني المناخي. على سبيل المثال، إذا كان معدل هطول الأمطار منخفضًا باستمرار على مدار العام، فقد يشير هذا إلى أن الموقع يمثّل صحراء؛ أما إذا كان هناك نمط موسمي ملحوظ لهطول الأمطار، فهذا قد يشير إلى أن الموقع يمر بموسم الرياح الموسمية. عند الجمع بين أنماط درجة الحرارة، وهطول الأمطار معًا، يكون لدينا أدلة أفضل على الظروف المحلية. على الرغم من ذلك، من المهم ملاحظة أن عددًا من العوامل المحلية تساهم في الأنماط التي لوحظت في مكان معين؛ لذلك، فإن الرسم البياني المناخي، أو مخطط المناخ لا يعتبر أداة مضمونة تلتقط جميع الاختلافات الجغرافية التي قد تكون موجودة.